# ミヤンカム
ミヤンカム(Miang kham)は、タイ王国(タイ語: เมี่ยงคำ)及びラオス(ラーオ語: ໝ້ຽງ)の伝統的なスナックである。しばしば道端で売られている。
ミヤンカムとは、「一口で色々なものを食べる」という意味を表し、ミヤンは「葉に包まれた食べ物」、カムは「囓る」という意味である。
ハイゴショウかナガバデイゴの新鮮な葉に、削ってローストしたココナッツと、小さく刻んだ以下のような食材を包む。
- エシャロット
- 赤色か緑色の唐辛子
- ショウガ
- ニンニク
- 皮付きのライム
- 無塩落花生かカシューナッツ
- 小さな干しエビ
- 緑色のマンゴー

具材を包む前に、レモングラス、ガランガル、ショウガ、魚醤を加えたヤシかサトウキビのシロップで葉を味付けする。
|  |  |  |

## バリエーション
ラオスの首都ヴィエンチャンでは、葉の代わりにキャベツかレタスが用いられる。ホウレンソウを用いることもある。
miang plaと呼ばれるものは、通常の材料に揚げた魚が加えられる。